# Adobe Creative Cloud
Adobe Creative Cloud är en tjänst som ger användare tillgång till ett antal programvaror för grafisk formgivning och design samt vissa molntjänster från företaget Adobe Systems. Användare prenumererar på ett program eller hela programsviten, och när prenumerationen upphör kan man inte längre använda programmen.
Creative Cloud presenterades först i oktober 2011. Inledningsvis fortsatte Adobe sälja vanliga evighetslicenser för Creative Suite-program vid sidan av prenumerationstjänsten, men den 6 maj 2013 meddelade man att man skulle lägga ner Creative Suite för att helt gå över till en prenumerationsmodell. Den 17 juni 2013 släpptes de första versionerna av Adobe-programmen som gjorts helt för Creative Cloud.
Beslutet att sluta sälja evighetslicenser möttes av omfattande protester inom berörda branscher med ett antal protestlistor. I synnerhet innebar den nya licensmodellen en prishöjning för den som bara använde ett fåtal program och uppgraderade sällan.

## Program
Följande program ingår i Creative Cloud (mars 2023)
- Acrobat
- Aero
- After Effects
- Animate (tidigare Flash Professional)
- Audition
- Behance
- Bridge
- Capture
- Character Animator
- Color (tidigare Kuler)
- Dimension
- Dreamweaver
- Dynamic Link
- Express
- ExtendScript Toolkit
- Fonts (tidigare Typekit)
- Fresco
- Illustrator
- Illustrator Draw
- InCopy
- InDesign
- Lightroom
- Lightroom Classic
- Media Encoder
- Photoshop
- Photoshop Camera
- Photoshop Fix
- Photoshop Mix
- Photoshop Sketch
- Portfolio
- Prelude
- Premiere Pro
- Premiere Rush
- Spark Page
- Creative Cloud Express
- Spark Video
- Stock